# Православна духовна семинария „Свети Владимир“
Православната духовна семинария „Свети Владимир“ е висше училище в Йонкърс, щата Ню Йорк на Съединените американски щати. Към 2023 година в семинарията се обучават около 100 студенти.
Основана е през 1938 година от емигранти от Руската империя като православно богословско училище, което да подготвя свещеници за няколкото православни църкви, действащи в Северна Америка, като днес е организационно свързано с Православната църква в Америка. В средата на XX век семинарията се превръща, наред с Православния богословски институт „Свети Сергий“ в Париж, в един от водещите световни центрове на православното богословие, като в нея преподават някои от водещите теолози на това време като Георгий Флоровски, Николай Арсениев, Евгений Спекторски, Николай Лоски, Александър Шмеман, Йоан Мейендорф.